# 경주 보문사지 석조
경주 보문사지 석조(慶州 普門寺址 石槽)는 대한민국 경상북도 경주시 보문사터로 알려진 곳에 남아 있는 신라의 석조이다. 1963년 1월 21일 대한민국의 보물 제64호로 지정되었다.

## 개요
보문사터로 알려진 곳에 남아 있는 석조이다. ‘보문(普門)’이라는 이름이 새겨진 기와조각이 발견되면서 보문사터로 알려진 이 곳에는 부처님을 모셨던 금당터와 쌍탑이 있었던 흔적이 있고, 당간지주, 석등받침돌 등이 함께 남아 있다.
이 석조는 절에서 생활에 필요한 물을 받아 두기 위해 만든 돌물통으로, 지금도 절에서는 이와 비슷한 것이 급수용기로 사용되고 있다. 큰 돌 하나로 내부를 파내어 물을 담도록 하였는데, 윗부분의 가장자리보다 밑부분이 약간 좁아졌고, 아래면은 평평하게 만들었다.
전체적으로 형태가 크지만 안팎으로 아무런 장식이 없는 소박한 모습이다. 이 구조는 주변 유물들과 관련지어 볼 때 통일신라시대에 만들어진 것으로 추정된다.

## 참고 자료
- 경주 보문사지 석조 - 국가유산청 국가유산포털